# Premio Kettering
El Premio Kettering es dado a la más importante contribución al diagnóstico y tratamiento del cáncer.
El premio es dada en honor de  Charles F. Kettering, inventor, y antiguo director de General Motors, y pinonero del Laboratorio de Investigación de General Motors.
Los pasados ganadores son:
- 2005 Angela M. Brodie
- 2004 Robert S. Langer
- 2003 V. Craig Jordan
- 2002 Brian J. Druker y Nicholas B. Lydon
- 2001 David E. Kuhl y Michael E. Phelps
- 2000 Monroe E. Wall y Mansukh C. Wani
- 1999 Ronald Levy
- 1998 H. Rodney Withers
- 1997 Herman D. Suit
- 1996 Malcolm A. Bagshaw y Patrick C. Walsh
- 1995 Norbert Brock
- 1994 Laurent Degos y Zhen-yi Wang
- 1993 Gianni Bonadonna y Bernard Fisher
- 1992 Lawrence H. Einhorn
- 1991 Victor Ling
- 1990 David Cox
- 1989 Mortimer M. Elkind
- 1988 Sam Shapiro y Philip Strax
- 1987 Basil I. Hirschowitz
- 1986 Donald Pinkel
- 1985 Paul C. Lauterbur
- 1984 Barnett Rosenberg
- 1983 Emil Frei III and Emil J. Freireich
- 1982 Howard E. Skipper
- 1981 E. Donnall Thomas
- 1980 Elwood V. Jensen
- 1979 Henry S. Kaplan